# Comptabilité mentale
 (novembre 2019).
- Si vous ne connaissez pas le sujet, laissez ce bandeau (vous pouvez alors contacter les auteurs).
- Si vous supprimez le contenu mis en cause (vous pouvez préalablement contacter les auteurs),

argumentez précisément cette suppression dans la page de discussion
(un manque de référence n'est pas un argument ; une recherche réelle de référence doit avoir été effectuée, être formellement documentée).
 (novembre 2017).
La comptabilité mentale est un concept développé par Richard Thaler dans les années 1980. La comptabilité mentale tente de décrire le processus par lequel des personnes peuvent classer et évaluer les résultats économiques.

## Comptabilité mentale, l'utilité, la valeur et transaction
Dans la théorie de la comptabilité mentale, le cadrage désigne la façon dont une personne cadre subjectivement une transaction dans son esprit pour en déterminer l'utilité qu'elle lui accorde.
Ce concept est similaire à celui utilisé dans la théorie des perspectives, et de nombreux théoriciens de la comptabilité mentale ont adopté cette théorie quand celle-ci peut rentrer comme facteur dans leurs analyses.
Un autre concept très important utilisé pour comprendre la comptabilité mentale est celle de la fonction d'utilité modifiée.
Il y a deux valeurs attachées à une opération :
- La valeur d'acquisition
- La valeur de transaction

La valeur d'acquisition est l'argent dont on est prêt à se séparer pour l'acquisition du bien physique.
La valeur de transaction est la valeur que l'on attache mentalement pour faire une bonne affaire. Si le prix que l'on paie (la valeur d'acquisition) est égal au prix de référence mentale pour le bien (valeur de la transaction), la valeur de transaction est donc égale à zéro.
Si le prix d’acquisition est inférieur au prix de référence donc à la valeur de transaction, l'utilité de l'opération est positive.

## Coûts de la comptabilité mentale
Plus généralement, un coût de revient de la comptabilité mentale ou de la transaction mentale est une sorte de coût de transaction c'est le coût de prendre une décision utile, en particulier quand un consommateur va prendre une décision utile d'acheter, et peut fixer une limite sur le prix utile d'un bien dans un marché économique.

## Erreurs et préjugés
La comptabilité mentale est soumise à de nombreuses erreurs logiques et plusieurs préjugés cognitifs.
Par exemple, les gens se comportent différemment quand ils utilisent une carte de crédit et de la monnaie fiduciaire.
S'ils utilisent la carte de crédit pour payer un pari, ils auront tendance à miser une plus grande somme que s'ils utilisent de l'argent physique.
Cela montre la façon donc les gens utilisent la comptabilité mentale pour traiter de l'argent fiduciaire ou de la monnaie électronique, comme si elles n’étaient pas de la même valeur, ce qui démontre les failles humaines du calcul de comptabilité mentale quand l'argent n'apparait pas sous forme physique.